# أليس بريل

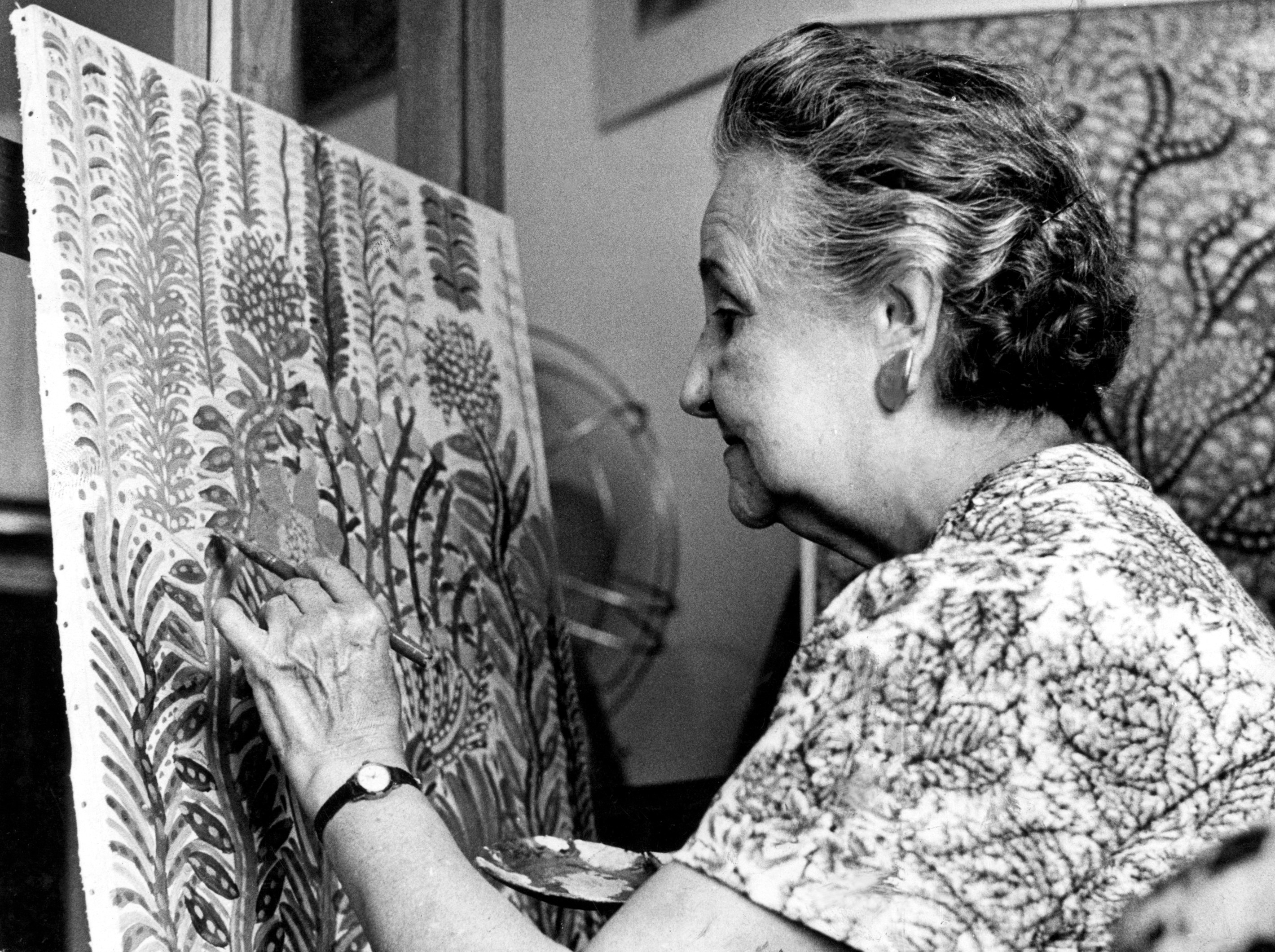

أليس بريل (بالألمانية: Alice Brill؛ بالبرتغالية: Alice Brill) هي مصورة ورسامة برازيلية وألمانية، ولدت في 13 ديسمبر 1920 في كولونيا في ألمانيا، وتوفيت في 29 يونيو 2013 في ايتو في البرازيل.